# 卢厄斯
卢厄斯（法語：Loueuse，法語發音：[lwøz]）是法国瓦兹省的一个市镇，属于博韦区。

## 地理
卢厄斯（49°35'56"N, 1°49'31"E）面积7.32 平方千米，位于法国上法蘭西大區瓦兹省，该省份为法国北部内陆省份，北起索姆省，西接厄尔省和滨海塞纳省，南至塞纳-马恩省和瓦兹河谷省，东临埃纳省。
与卢厄斯接壤的市镇（或旧市镇、城区）包括：埃尔讷蒙布塔旺、埃斯卡姆、莫尔维莱尔、米罗蒙、奥梅库尔、圣但尼库尔、松容。

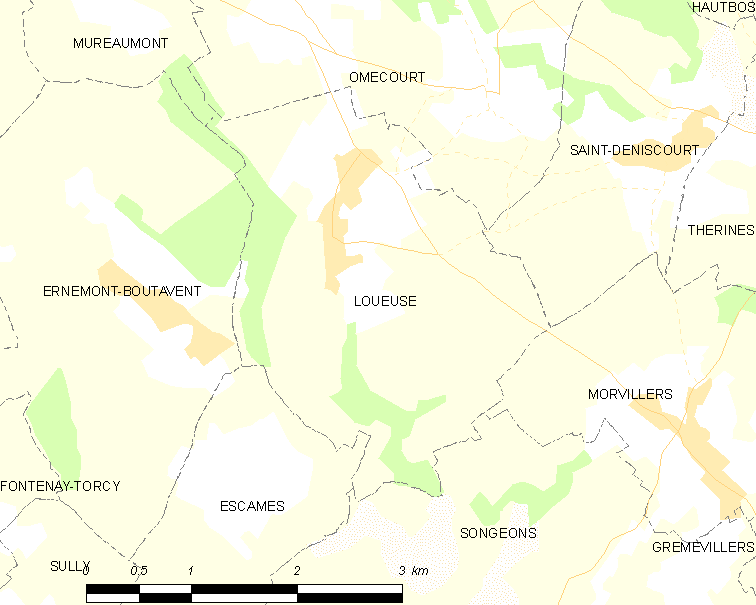
卢厄斯的OSM定位图

卢厄斯的时区为UTC+01:00、UTC+02:00（夏令时）。

## 行政
卢厄斯的邮政编码为60380，INSEE市镇编码为60371。

## 政治
卢厄斯所属的省级选区为格朗维利耶县。

## 人口

1962-2008年间卢厄斯人口变化图示

卢厄斯于2022年1月1日时的人口数量为151人。